# Pfarrkirche Perwang

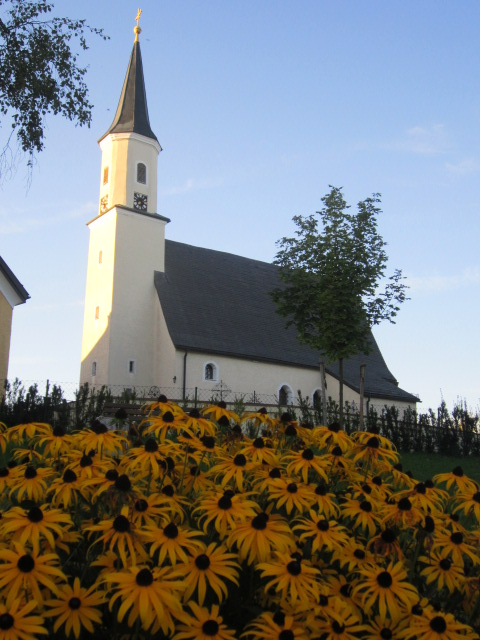
Katholische Pfarrkirche in Perwang am Grabensee

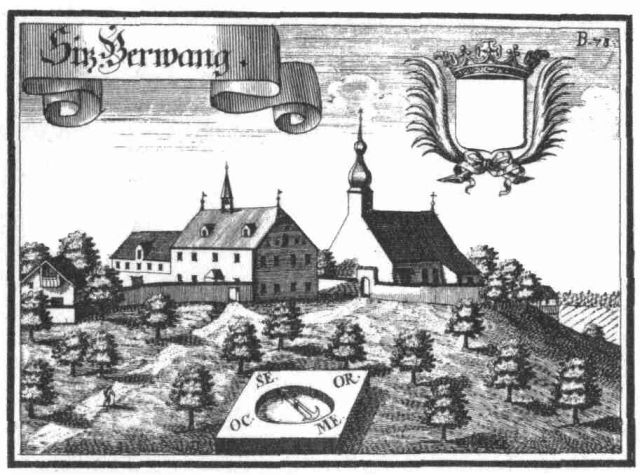
Schloss Perwang und die Pfarrkirche nach Michael Wening (1721)

Innenansicht, Blick zum Chor

Die römisch-katholische Pfarrkirche Perwang steht in der Gemeinde Perwang am Grabensee im Bezirk Braunau am Inn in Oberösterreich. Die auf den heiligen Johannes der Täufer geweihte Kirche gehört zum Dekanat Mattighofen in der Diözese Linz. Der Kirchenbau und der Friedhof stehen unter Denkmalschutz.

## Geschichte
Eine gotische Kirche wurde vor 1473 von den Noppingern gestiftet. Der Chor entstand um 1470 und das Langhaus um 1510. Das Langhaus wurde von 1668 bis 1679 um ein viertes Joch erweitert und der Turm mit einem achteckigen Aufsatz erhöht. Die Sakristei wurde 1679 angebaut. 1959 wurde die Kirche innen restauriert.

## Architektur
Der eingezogene und niedrige zweijochige netzrippengewölbte Chor hat einen Dreiachtelschluss. Das einschiffige vierjochige Langhaus hat ein Netzrippengewölbe mit Nasen. Der Westturm mit einem achteckigen Aufsatz trägt einen Spitzhelm.

## Ausstattung
Der Hochaltar und die Seitenaltäre aus 1846 zeigen gute Gemälde von Josef Rattensperger. Die klassizistische Kanzel ist aus der ersten Hälfte des 19. Jahrhunderts. Der linke Seitenaltar trägt eine gotische Statue hl. Leonhard aus dem Ende des 15. Jahrhunderts. 